# 제프 아멘트

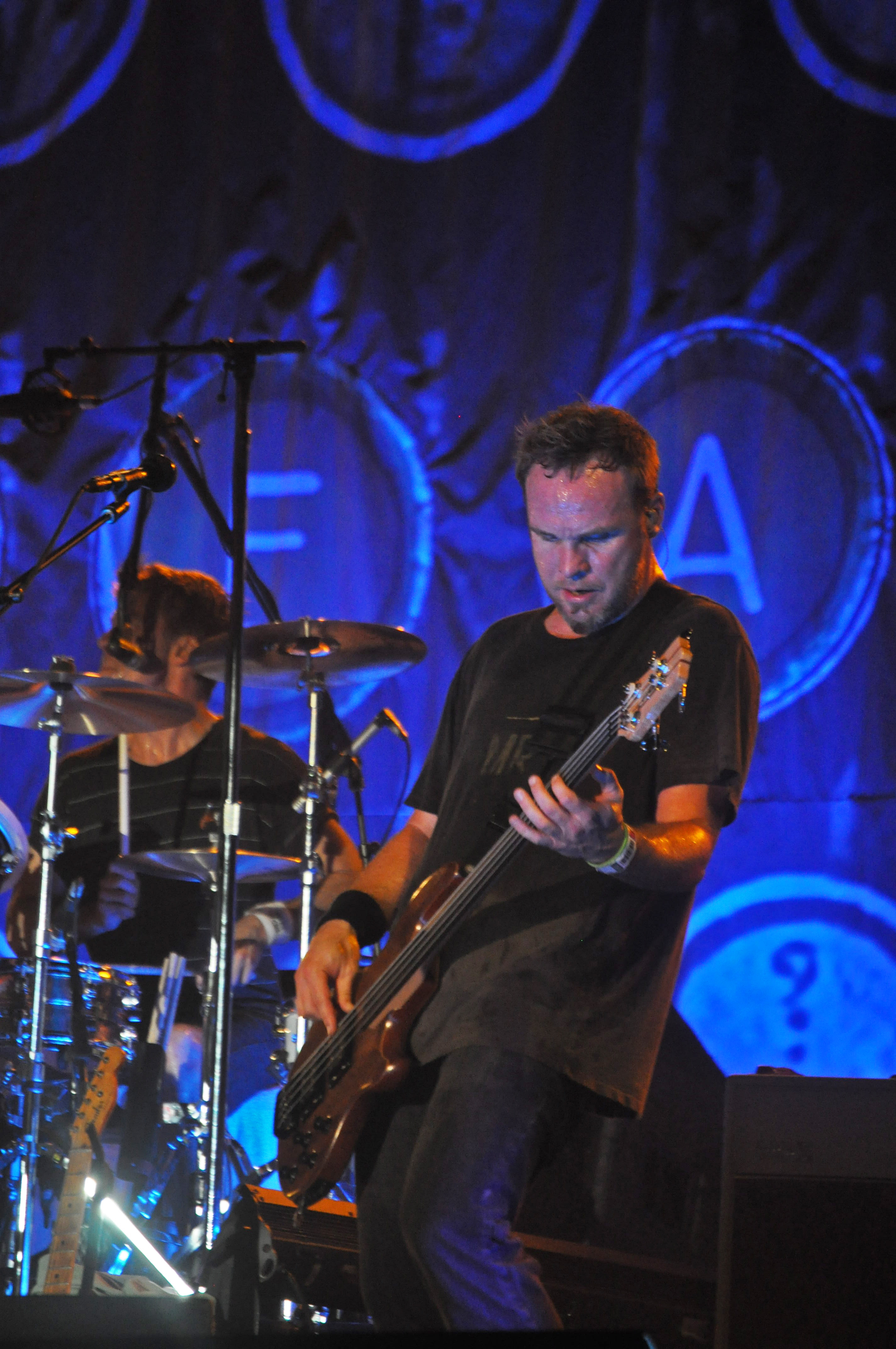
제프 아멘트

제프 아멘트(Jeff Ament, 1963년 3월 10일 ~ )는 미국의 록 밴드 펄 잼의 베이시스트이다.